# Awarua Bay
Die Awarua Bay ist ein Arm des Bluff Harbour am südlichen Ende der Südinsel von Neuseeland. 

## Geographie
Die Awarua Bay befindet sich östlich des Bluff Harbour, rund 3,3 km nordöstlich von Bluff und rund 17 km südlich bis 24 km südsüdöstlich des Stadtzentrums von Invercargill. Das rund 2 km² große Gewässer ist südlich durch die Tiwai Peninsula vom Pazifischen Ozean getrennt. Während der Arm des Bluff Harbour sich über eine Länge von rund 12 km in Ost-West-Richtung hinzieht, misst das Gewässer an seiner breitesten Stelle rund 3 km in Nord-Süd-Richtung. Die Küstenlänge kann auf Grund von vielen Verzweigungen und ständigen Veränderungen der Küstenstruktur nur grob ermittelt werden und kann mit in etwa 38 km angenommen werden.

## Geologie
Vor etwa 6.000 Jahren zog sich die östliche Küstenlinie zurück und verlagerte sich im späten Holozän nach Osten. Die Awarua Bay hat eine Uferlinie aus Quarzkieseln, die sich in dieser Zeit abgelagert hat.

## Besitz
Die Awarua Bay ist im Besitz des Staates und wird vom Southland District Council und von Environment Southland verwaltet, wobei letztgenannter sich um die Wasserqualität kümmert.